# Civiglio

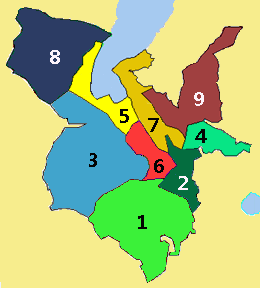
Ligging van Civiglio (nr. 9) in grondgebied van gemeente Como

Civiglio is een plaats (frazione) in de Italiaanse gemeente Como, gelegen ten oosten van het stadscentrum.
Het toponiem kan een Romeinse oorsprong hebben, afgeleid van clivicolus ("helling"), en weerspiegelt zo de hooggelegen positie van de frazione gelegen op 614 m boven zeespiegel. In stadsarchieven van 1335 wordt de nederzetting aangeduid als de comune de Civelio. Het was Napoleon die ordonneerde dat de gemeente werd opgenomen in het grondgebied van Como wat door de Oostenrijkers werd teruggedraaid bij de creatie van het koninkrijk Lombardije-Venetië in 1815. In 1943 werd Civiglio definitief aan Como toegevoegd.
De heuvel van Civiglio is een van de gekende beklimmingen in het parkoers van de ronde van Lombardije. In 2004 werd de klim voor het eerst in de finale van de wedstrijd opgenomen, maar werd gereden vanaf de kortere en vlakkere oostkant. In 2015 werd voor het eerst de zuidwestelijke beklimming vanuit Granzola gebruikt, met een gemiddeld stijgingspercentage van 9,7% over een lengte van 4,3 kilometer. Bovendien worden in het bovenste deel van de klim hellingen tot 14% bereikt. Naast de veeleisende beklimming is ook de technische afdaling vanuit Civiglio een cruciaal onderdeel van de route. In 2015 bijvoorbeeld brak de Italiaan Vincenzo Nibali weg in de afdaling en zegevierde vervolgens in Como. 
Naast de passage in de Ronde van Lombardije werd de klim naar Civiglio ook opgenomen in etappe 15 van de Giro d'Italia in 2019. De heuvel, geklasseerd als een beklimming van 3de categorie werd gewonnen door de Italiaan Dario Cataldo.